# Cirsium latifolium
Cirsium latifolium (осот широколистий) — вид рослин з родини айстрові (Asteraceae), ендемік Мадейри. Етимологія: лат. latus — «широкий», i — сполучна голосна, folius — «листя».

## Опис
Багаторічна трав'яниста рослина висотою ≈60 см; стебло пряме, порожнисте. Листки чергуються, яйцювато обрізані, довжиною до 35 см і шириною 14 см, блискуче зелені зверху, на краю з м'якими голочками. Квіти фіолетові.

## Поширення
Ендемік архіпелагу Мадейра (о. Мадейра).
Населяє лаврові ліси Laurisilva і скелясті схили значних висот.

## Використання
Збирання повідомляється як загроза, але мета невідома.

## Загрози та охорона
Немає серйозних загроз для даного виду, крім періодичного збору рослин, зсувів та конкуренції з місцевими видами.
Цей вид перелічений у Додатку II Директиви щодо середовищ існування.